# 俄羅斯的奧爾加·亞歷山德羅芙娜女大公
奥莉加·亞歷山德羅芙娜大公（1882年6月13日—1960年11月24日）是俄羅斯帝國沙皇亞歷山大三世與妻子瑪麗亞·費奧多羅芙娜的女兒。她是末代沙皇尼古拉二世的妹妹，也是俄羅斯帝國最後的女大公之一。

## 外部連結
- Information from the Alexander Palace Organisation （页面存档备份，存于）